# سن سباستیانو دا پو
سن سباستیانو دا پو (به ایتالیایی: San Sebastiano da Po) یک کومونه در ایتالیا است که در استان تورین واقع شده‌است.

## خصوصیات
سن سباستیانو دا پو ۱۶٫۶ کیلومترمربع مساحت و ۱٬۹۲۰ نفر جمعیت دارد.